# Вудберн (Айова)
Вудберн (англ. Woodburn) — місто (англ. city) в США, в окрузі Кларк штату Айова. Населення — 146 осіб (2020).

## Географія
Вудберн розташований за координатами 41°0′39″ пн. ш. 93°35′47″ зх. д. / 41.01083° пн. ш. 93.59639° зх. д. (41.010873, -93.596285).  За даними Бюро перепису населення США в 2010 році місто мало площу 1,65 км², уся площа — суходіл.

## Демографія
Згідно з переписом 2010 року, у місті мешкали 202 особи в 83 домогосподарствах у складі 59 родин. Густота населення становила 123 особи/км².  Було 89 помешкань (54/км²).
Расовий склад населення:
| - 99,0 % — білих - 1,0 % — азіатів |

До двох чи більше рас належало 0,0 %. Частка іспаномовних становила 0,0 % від усіх жителів.
За віковим діапазоном населення розподілялося таким чином: 17,8 % — особи молодші 18 років, 65,4 % — особи у віці 18—64 років, 16,8 % — особи у віці 65 років та старші. Медіана віку мешканця становила 45,3 року. На 100 осіб жіночої статі у місті припадало 117,2 чоловіків;  на 100 жінок у віці від 18 років та старших — 110,1 чоловіків також старших 18 років.
Середній дохід на одне домашнє господарство  становив 54 150 доларів США (медіана — 34 605), а середній дохід на одну сім'ю — 51 121 долар (медіана — 36 250). Медіана доходів становила 39 063 долари для чоловіків та 27 500 доларів для жінок. За межею бідності перебувало 5,9 % осіб, у тому числі 0,0 % дітей у віці до 18 років та 5,4 % осіб у віці 65 років та старших.
Цивільне працевлаштоване населення становило 129 осіб. Основні галузі зайнятості: роздрібна торгівля — 29,5 %, освіта, охорона здоров'я та соціальна допомога — 16,3 %, виробництво — 12,4 %, будівництво — 10,1 %.